# Gazda
Gazda este un roman science fiction scris de Stephenie Meyer, publicat în 2008 în America și în 2009 în România, la Editura Rao.
Lumea e cuceritǎ de suflete niște extratereștrii care cǎlǎtoresc prin spațiu, iar oamenii sunt folosiți ca și gazde. Corpurile lor rămân intacte pe măsură ce sufletele le sunt subjugate și dispar. Când Melanie Stryder, una dintre conducătoarele rebelinii este prinsă de extratereștrii aceștia o introduc pe Wanderer și cele două încep o luptă de supraviețuire și control. 

## Rezumat
Melanie 'Mel' Stryder este unul dintre puținii rebeli rǎmași după invazia 'sufletelor'. După inserția lor într-un om, 'sufletele' extraterestre distrug personalitatea gazdei și capătă control complet asupra corpului și-a minții. Wanderer este unul dintre cele mai puternice suflete, care a călătorit pe opt planete înainte, Pământul fiind a noua. După ce este introdusă în Melanie, Wanderer este covârșită de intensitatea amintirilor, emoțiilor și simțurilor acesteia și-și dă repede seama că nu o controlează total pe Melanie.
Căutătorul, superiorul lui Wanderer și cea care răspunde de felul în care aceasta din urmă a posedat-o pe tânără, începe să își facă griji despre ceea ce pare lipsa de control a lui Wanderer asupra minții lui Melanie: Wanderer este bombardată cu amintirile și dorințele tinerei, îndreptate fie asupra lui Jared Howe sau Jamie Stryder (fratele), și în curând se îndrăgostește la rândul ei de partenerul lui Melanie, devenind la rândul ei nerăbdătoare să afle dacă iubitul și fratele sunt în viață: în timpul unei călătorii către Tucson, Melanie își amintește despre o ascunzătoare în care s-ar putea ca Jared să se afle, iar Wanderer este hotărâtă să o găsească pornind de la amintirile lui Melanie.
Corpul lui Melanie este găsit de către Jeb, unchiul acesteia, și este dusă la ascunzătoare, un complex de peșteri în care locuiește acum un grup de rebeli, care însă o tratează cu dispreț: corpul ei, la urma urmei,este gazda lui Wanderer, un parazit. Mulți dintre rebeli cred că Melanie trebuie să fie ucisă, în timp ce alții o protejează: Ian O'Shea, Jeb și Jared, iubitul ei.
În ceva timp, Wanderer devine "Wanda", și este acceptată în grup: lucrează, ia masa, și dezvăluie în jurul mesei de seară propria poveste despre fostele gazde în care a trăit. Între timp, The Seeker, cea care nu e încă convinsă de moartea lui Wanderer, o caută cu un elicopter prin deșert, dar nu descoperă peșterile. Kyle, fratele lui Ian, încearcă fără succes să o ucidă pe Wanda, care în schimb îi salvează viața imediat după aceea. Grupul decide dacă să îl izgonească sau nu pe Kyle, hotărându-se că poate rămâne. Între timp, Ian se îndrăgostește de Wanda și îi sărută gazda (spre furia lui Melanie) și spre surpriza însăși a Wandei, care ajunge să simtă la rândul ei o iubire reciprocă, pe care însă Melanie nu o permite.
Atunci când Jamie se îmbolnăvește, Wanda își dă seama că poate să-l ajute: își provoacă singură un accident pentru a fi tratată de către spiritele vindecătoare: astfel ia medicamentele necesare pentru Jamie. În urma unei alte incursiuni în lumea celor posedați de spirite (în care Căutătoarea este capturată, iar Wes este împușcat), Wanda dezvăluie cel mai mare secret: cum să scoți un spirit din corpul gazdă fără a ucide nici corpul, nici spiritul. Îi promite lui Doc, unul din membrii grupului, să îl învețe, cu două condiții: prima, să trimite spiritele eliberate către alte planete fără a le face rău, și cea de-a doua, să îi elibereze spiritul din corpul lui Melanie și apoi să îl îngroape (pe spiritul Wandei), deoarece nu mai dorește să fie un spirit parazit.
Între timp, Ian este înfuriat la ideea că Wanda și-ar pune singură capăt zilelor, iar corpul în care locuia i-ar rămâne lui Melanie, iubita lui Jared. O ia, cu forța, în peșteră unde cei doi se sărută. Însă Wanda îl părăsește în timp ce doarme, fiind hotărâtă să îi dea corpul înapoi lui Melanie: Doc o ajută, crezând că prin asta, așa cum s-au înțeles, cu înțelegerea că ea va muri în curând, dar Wanda se trezește într-un nou corp, care fusese posedat la naștere și ca atare nu are nici o personalitate, și află că Jared și Ian l-au oprit pe doctor să se achite de partea sa de înțelegere, de vreme ce majoritatea rebelilor vor ca Wanda să trăiască printre ei. Ian și Wanda devin un cuplu.
Cartea se încheie odată cu descoperirea unui alt grup de rebeli care a acceptat un spirit printre ei: așadar, omenirea și spiritele ar putea avea un viitor împreună.

## Personaje
- Melanie Stryder
- Jared Howe
- Ian O'Shea
- Wanderer
- Jamie Stryder

## Film
Filmul va apărea în 29 martie 2013. Romanul a fost ecranizat în regia lui Andrew Niccol, cu Saoirse Ronan în rolul lui Melanie, Max Irons ca Jared Howe și Jake Abel ca Ian O'Shea.